# Монтепелозо (Тренто)
Монтепелозо је насеље у Италији у округу Тренто, региону Трентино-Јужни Тирол.
Према процени из 2011. у насељу је живело 22 становника. Насеље се налази на надморској висини од 1107 м.